# Marie-Reine Hassen
Marie-Reine Hassen é uma economista, diplomata e política da República Centro-Africana. Foi uma das dezessete esposas de Jean-Bédel Bokassa, futuro imperador do Império Centro-Africano, conhecido como Bokassa I. Ela foi Embaixadora no Senegal de 2003 a 2006, Ministra Delegada de Relações Exteriores de 2006 a 2007, Ministra Delegada para Economia, Planejamento e Cooperação Internacional de 2007 a 2008, e depois Ministra Delegada para o Desenvolvimento Regional de 2008 a 2009. Foi candidata à eleição presidencial de 2010 de seu país.